# Luftar Pajo
Luftar Pajo (ur. 1 grudnia 1941 w Gorishovë k. Mallakastry) – albański aktor

## Życiorys
Po ukończeniu Technikum Elektrycznego związał się z amatorskim zespołem artystycznym, występującym przy domu kultury w mieście Patos. W 1968 ukończył kurs aktorski, organizowany przez Teatr Ludowy w Tiranie. W tym samym roku rozpoczął występy w teatrze estradowym w Fierze, jako komik. W 1971 był jednym z założycieli Teatru Dramatycznego w tym mieście. Sławę przyniosła mu tytułowa rola Çobo Rapushiego w dramacie Çobo Rrapushi me shokë Shefgeta Musaraja. Od 1995, pod koniec swojej kariery scenicznej występował na deskach Teatru Narodowego (alb. Teatri Kombetar) w Tiranie.
W filmie albańskim zadebiutował w 1971, rolą w filmie Gunat mbi tela. Zagrał w 10 filmach fabularnych. Został uhonorowany tytułem Zasłużonego Artysty (alb. Artist i Merituar) i Artysty Ludu (alb. Artist i Popullit), Orderem Naima Frasheriego 1 kl. a także tytułem honorowego obywatela miasta Fieru.

## Role filmowe
- 1977: Gunat mbi tela jako Velo
- 1977: Streha e re jako Braho
- 1978: Gjeneral gramafoni
- 1978: Pranvere ne Gjirokaster jako ojciec pana młodego
- 1978: Udha e shkronjave jako Hanxhiu
- 1979: Keshilltarët jako Kadriu
- 1981: Shtepia jone e përbashket jako Bano
- 1984: Enderr per nje karrige jako Koli Kola
- 1985: Guret e shtepisë sime jako pasterz
- 1990: Pas takimit e fundit jako podoficer Rauf
- 1998: 8 persona plus jako Çerçiz
- 2001: Pas një lajmi jako Feruz